# Leptis Parva

Leptis Parva, ook bekend als Leptiminus of Leptis minor, het huidige Lamtah, was een Fenicische stad aan de Golf van Hammamet, 10 km zuidoostelijk van Monastir in Tunesië. De stad werd gesticht als kolonie van Fenicië in de 8e eeuw v.Chr. Leptis Parva moet niet worden verward met Leptis Magna in hedendaags Libië.

## Onder Carthago
Leptis Parva was in het begin van haar bestaan een belangrijke Fenicische handelsstad en had de beschikking over vruchtbare gronden in het achterland. In de 6e eeuw v.Chr. werd Carthago de belangrijkste macht in de regio: de westelijke Fenicische koloniën en handelsposten werden door Carthago overgenomen en ook vele nieuwe werden door hen gesticht. Behalve het oude Utica werden alle Fenicische nederzettingen gedwongen hun muren af te breken. Verder moesten ze hun leger ontbinden en geld of troepen aan Carthago leveren. Ook Leptis Parva kwam onder Carthaags bestuur, waardoor de stad aan betekenis verloor.
In 238 v.Chr. behaalde Hamilcar Barkas bij Leptis Parva een belangrijke overwinning op het opstandige huurlingenleger onder leiding van Mathô. In de Tweede Punische Oorlog behaalde de Carthaagse generaal Hannibal in de Slag bij het Trasimeense Meer (217 v.Chr.) en de Slag bij Cannae (216 v.Chr.) geweldige overwinningen op de Romeinen in hun Italiaanse thuisland. De Romeinen wisten Hannibal in Italië niet te verslaan en besloten dan maar de Carthaagse bezittingen in Spanje en daarna het Carthaagse thuisland aan te vallen. Uiteindelijk werd Hannibal dan ook teruggeroepen naar Carthago. In 203 v.Chr. zette hij bij Leptis Parva weer voet op Noord-Afrikaanse bodem.

## Onder Rome
Tijdens de Derde Punische Oorlog was Leptis Parva een van de zeven Punische steden die zich in Rome tegen Carthago verbonden. Na de vernietiging van Carthago door de Romeinen in 146 v.Chr. werd Leptis Parva een Romeinse stad en werd ze door de Romeinen Leptis Minor of Leptiminus genoemd. Leptiminus werd een civitas libera et immunis; een vrije en gevrijwaarde stad. Hierdoor had de stad tijdens de Romeinse periode meer autonomie dan onder Carthaags bestuur. In Leptiminus werd een Romeins amfitheater gebouwd. Door ter plaatse gevonden inscripties is bekend dat hier de god Liber Pater werd aanbeden. Leptiminus had een forum, Romeins theater, thermen en waterreservoirs, gevoed door de Bou Hajar-wadi en een aquaduct. De handelshaven had lange kades en uitgestrekte strekdammen. In 46 v.Chr. nam de Romeinse veldheer Julius Caesar de havensteden Leptis Parva en Ruspina in. Hij liet ze versterken om als uitvalsbasis te dienen in Caesars wintercampagne tegen zijn voormalige onderbevelhebber Titus Labienus, die in de burgeroorlog tussen Pompeius en Caesar de zijde van Caesars rivaal Pompeius gekozen had.
Leptis Parva bleef nog lange tijd een belangrijke havenstad, ook nadat Noord-Afrika in de 5e eeuw onder bestuur van het Vandaalse rijk kwam te vallen. Toen de Byzantijnse generaal Belisarius in 533 Carthago veroverde, kwamen de Vandaalse bezittingen in handen van het Byzantijnse Rijk. Zij bouwden aan de haven een fort. In de 7e eeuw werd Noord-Afrika veroverd door de Arabieren: de meeste havensteden werden vernietigd, waaronder ook Leptis Parva. De Byzantijnse vesting werd omgebouwd tot ribat; dit waren in eerste instantie fortificaties, die in latere jaren als herberg en religieus toevluchtoord in gebruik kwamen.

## Peutingerkaart

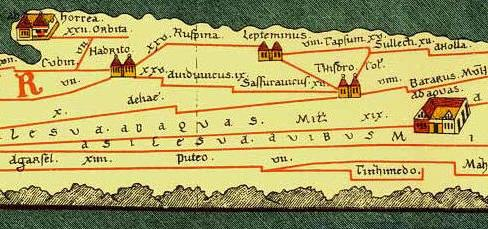
Gedeelte van de Peutingerkaart met bovenin Leptis Minor, op de kaart als Lepteminus geschreven, tussen Ruspina en Thapsus.

De Peutingerkaart (Tabula Peutingeriana) is een 13e-eeuwse kopie van een Romeinse reiskaart van het Romeinse Rijk uit de 3e tot 4e eeuw. Leptiminus staat als Lepteminus vermeld op de Peutingerkaart tussen Thapsus en Ruspina.